# Karl Anton Hickel
Pour les articles homonymes, voir Hickel.
Karl Anton Hickel, né en 1745 à Česká Lipa et mort le 30 octobre 1798 à Hambourg, est un peintre autrichien du XVIIIe siècle.

## Biographie
Karl Anton Hickel s'inscrit à l'Académie des Beaux-Arts de Vienne en 1758. Après avoir obtenu son diplôme, il travaille comme peintre sous la direction de son frère, Joseph Hickel. À partir de 1779, il est portraitiste itinérant. Il passe beaucoup de temps à Munich où il peint, entre autres, Charles Théodore, électeur de Bavière. Il parcourt ensuite dans le sud de l'Allemagne, la Suisse, puis va à Mannheim et à Mayence . En 1785, il s'installe en Suisse, puis devient le peintre officiel de la cour de Joseph II, empereur du Saint-Empire. En 1786, il est en France où il peint sous le patronage de Marie-Antoinette et de Marie-Louise, princesse de Lamballe.

## Quelques œuvres

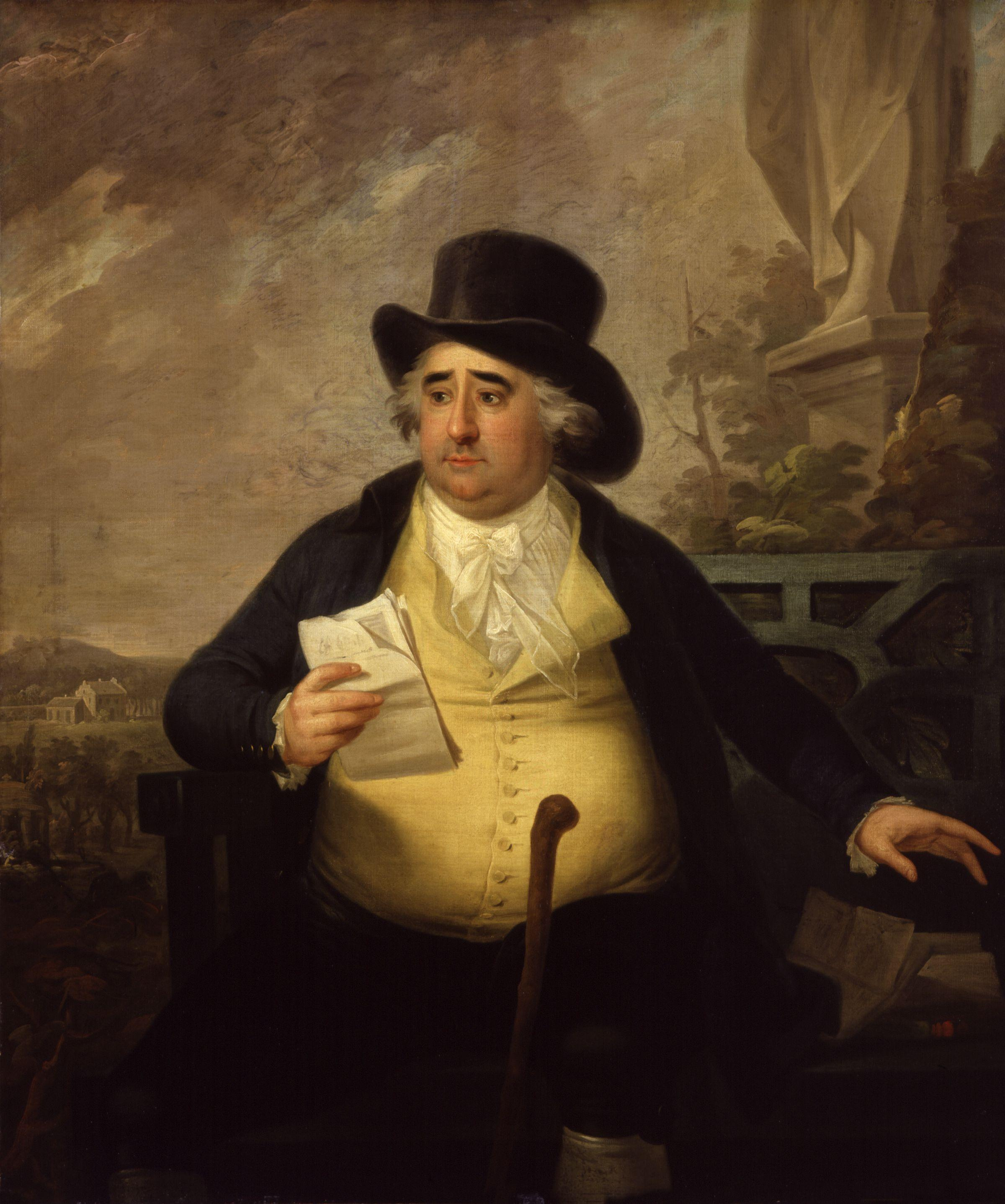
Charles James Fox
Roxelane et Soliman le Magnifique
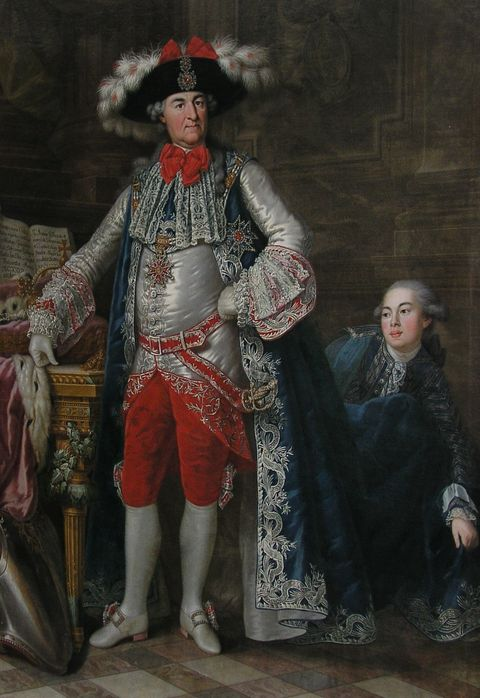
Charles Théodore, électeur de Bavière
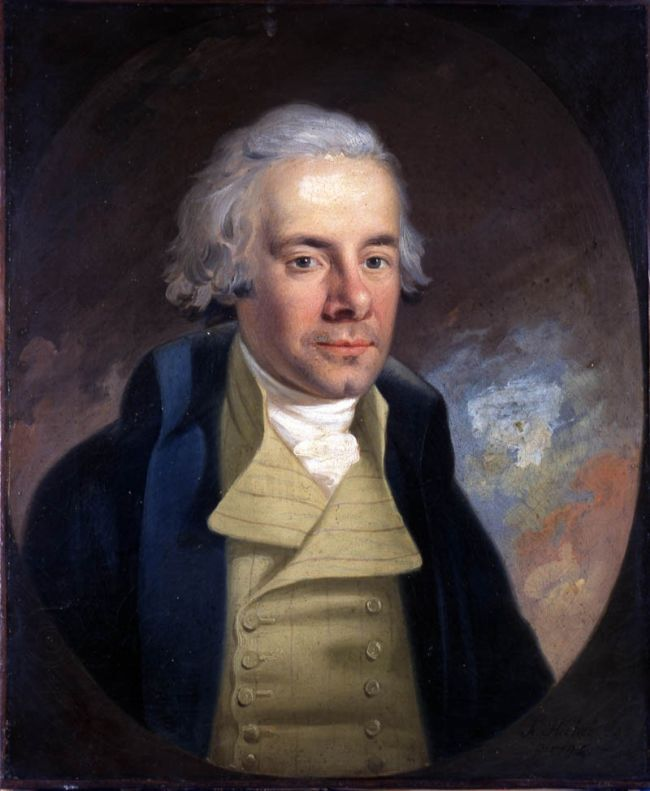
William Wilberforce
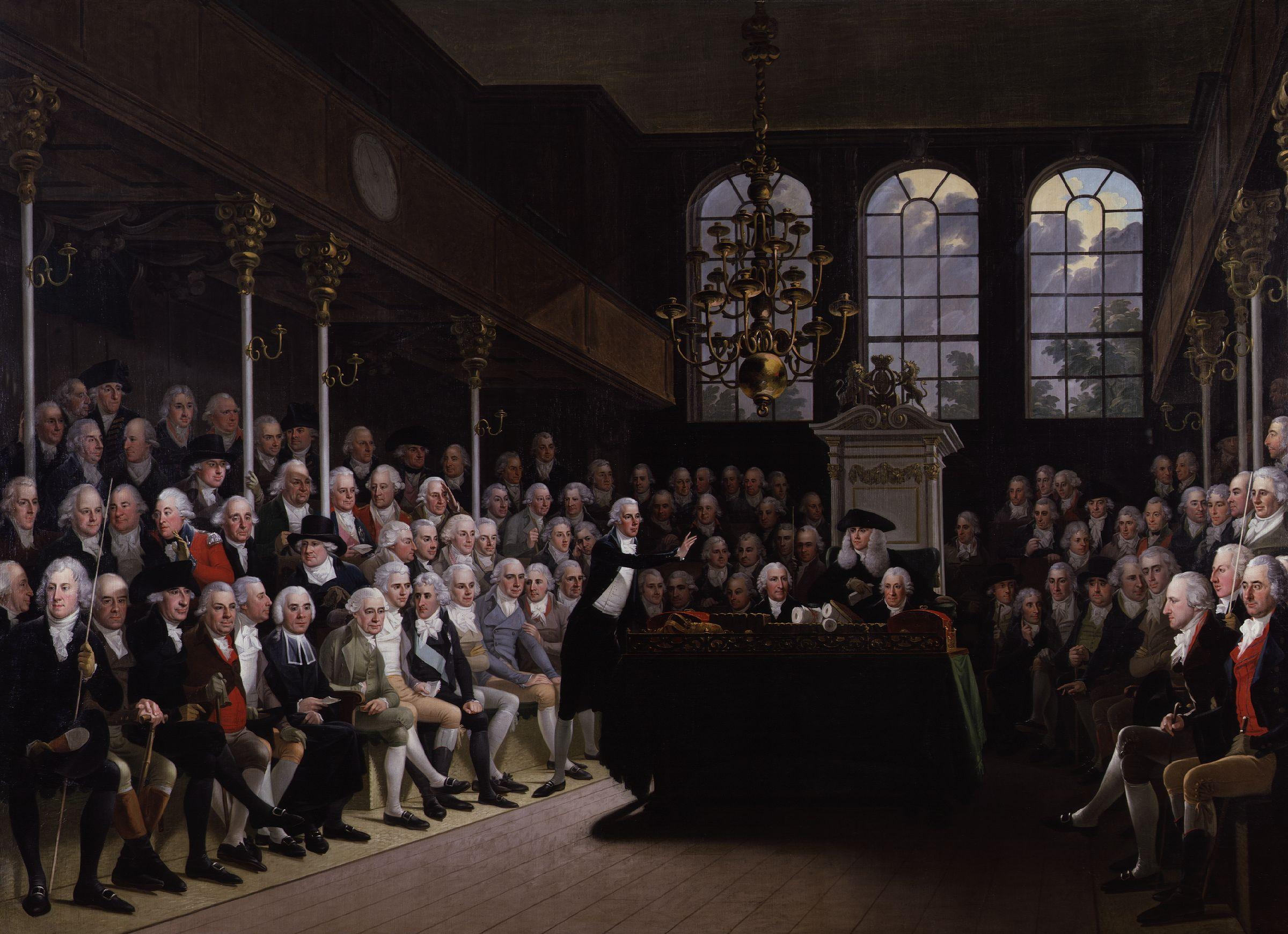
William Pitt le Jeune s'adressant à la Chambre des communes